# Siagonodon
Genre
Synonymes
- Typhlina Wagler, 1830
- Catadon Duméril & Bibron, 1844

Siagonodon est un genre de serpents de la famille des Leptotyphlopidae. 

## Répartition
Les cinq espèces de ce genre se rencontrent en Amérique du Sud.

## Liste des espèces
Selon The Reptile Database (30 décembre 2015) :
- Siagonodon acutirostris Pinto & Curcio, 2011
- Siagonodon borrichianus (Degerbøl, 1923)
- Siagonodon cupinensis (Bailey & Carvalho, 1946)
- Siagonodon septemstriatus (Schneider, 1801)
- Siagonodon unguirostris (Boulenger, 1902)

## Publication originale
- Peters, 1881 : Einige herpetologische Mittheilungen. 1. Uebersicht der zu den Familien der Typhlopes und Stenostomi gehörigen Gattungen oder Untergattungen. 2. Ueber eine neue Art von Tachydromus aus dem Amurlande. 3. Ueber die von Herrn Dr. finsch aus Polynesien gesandten Reptilien. Sitzungsberichte der Gesellschaft Naturforschender Freunde zu Berlin, vol. 1881, no 4, p. 69-72 (texte intégral).